# Cordy Tindell Vivian

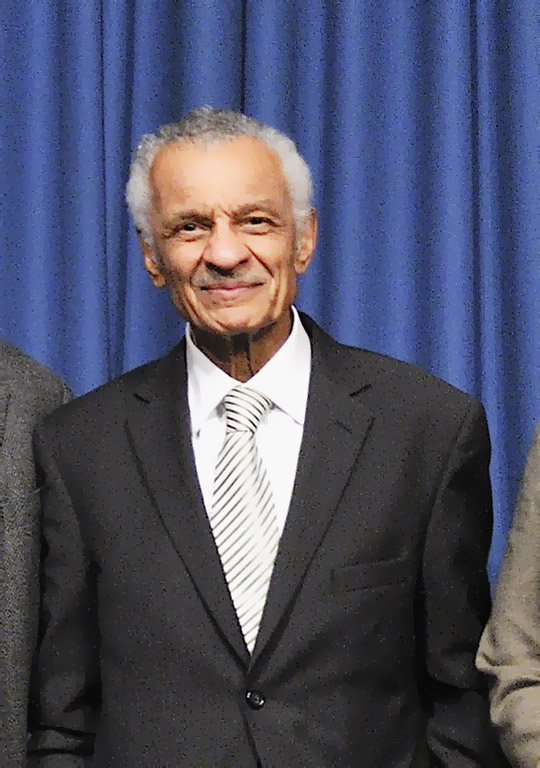
Cordy Tindell Vivian, 2012

Cordy Tindell Vivian (auch C. T. Vivian; * 30. Juli 1924 in Boonville, Missouri; † 17. Juli 2020 in Atlanta, Georgia) war ein US-amerikanischer Politiker mit afroamerikanischen Wurzeln, Autor, begabter Redner und enger Freund Martin Luther Kings während der Bürgerrechtsbewegung.

## Kindheit und Ausbildung
Cordy Tindell Vivian war das einzige Kind von Robert Cordie und Euzetta Tindell Vivian. Seine Eltern trennten sich und wurden geschieden, als er noch sehr jung war. Er wurde von seiner Mutter und seiner Großmutter Annie aufgezogen, die sich sehr um seine Erziehung bemühten. Später äußerte er, dass die beiden Frauen eine Vision für sein Leben hatten: „Trotz des Verlusts der Familienfarm durch die Depression, des Hauses durch Brandstiftung und dazu ihrer Ehemänner waren diese Frauen entschlossen, dass ihr Sohn eine gebildete, selbstbewusste Führungspersönlichkeit werden und so den Weg der Familie aus der Sklaverei fortsetzen würde.“
Als er sechs Jahre alt war, zogen die beiden Frauen mit ihm weiter nördlich nach Macomb (Illinois), weil es dort Schulen ohne Rassentrennung und die Western Illinois University gab; er sollte als erster seiner Familie eine Hochschulbildung erhalten. Vivian erzählte 2017 in einem Interview, dass seine Großmutter ihm aus William Wells Browns Werk The Black Man: His Antecedents, His Genius, and His Achievements vorlas. In diesem 1863, noch vor der Aufhebung der Sklaverei in den USA, erschienenen Buch werden erfolgreiche schwarze Menschen als Vorbilder geschildert. Vivian beschrieb die unausgesprochene Erwartung seiner Großmutter, dass er ihrem Beispiel folgen solle, und sagte, dieses Buch sei „immer Teil seines Lebens gewesen“.
Der gutgekleidete und gutaussehende Junge war beliebt, aber begegnete auch immer wieder latentem Rassismus: Weißen Schulkameraden wurde von ihren Eltern verboten, ihn einzuladen, und er verlor die Hauptrolle in einer Schultheateraufführung und sollte stattdessen Bühnenbilder malen. Vivian berichtete von häufigen Prügeleien, deren Ursache er aber rückblickend eher in der herrschenden Armut als im Rassismus sah. Er lernte, sich zur Wehr zu setzen, machte aber auch erste Erfahrungen mit Gewaltlosigkeit, als ein weißer Junge, den er wegen einer rassistischen Glückwunschkarte verprügeln wollte, sich nicht zur Wehr setzte. „Wenn er nicht kämpfen wollte, konnte ich es auch nicht. Ich wollte mit ihm kämpfen, aber ich konnte nicht. Damals lernte ich zum ersten Mal Gewaltlosigkeit.“
Nach dem Schulabschluss 1942 begann Vivian, dem Wunsch seiner Großmutter folgend, ein Studium an der Western Illinois University, erfuhr aber auch dort rassistische Ausgrenzung und brach das Studium ab. Er zog nach Peoria, wo er im Carver Community Center arbeitete. Hier lernte er auch seine Frau Octavia kennen. Tief religiös erzogen, fühlte er sich berufen, Pastor zu werden, und nahm 1955 ein Theologiestudium am American Baptist Theological Seminary in Nashville, Tennessee auf.

## Beruf und Politik
1947 beteiligte Vivian sich an der ersten Sit-in-Aktion in Peoria (Illinois). Zu dieser Zeit war er schon verheiratet, Vater des ersten seiner drei Kinder und erfahrener Interessenvertreter für afroamerikanische Personen bei der Durchsetzung ihrer Menschenrechte. Populär und öffentlich wahrgenommen wurde dieser gewaltfreie Ungehorsam erst ein Jahrzehnt später mit dem Montgomery Bus Boycott und dem Erscheinen von Martin Luther King. Cordy Tindell Vivian schien das Ende der Rassendiskriminierung schon in den späten 1950er Jahren vorausgesehen zu haben: Nashville war für seine gewaltfreien Proteste bekannt und dies war vielleicht auf den Methodistenprediger und Menschenrechtsaktivisten Jim Lawson (* 1928) zurückzuführen. Als Schüler Gandhis war Lawson zu dieser Zeit Professor an der Vanderbilt University und lehrte dort Techniken des Gewaltfreien Widerstands.
In dieser Situation entstand als erster Ableger der von King initiierten Southern Christian Leadership Conference die Nashville Christian Leadership Conference (SCLC), ein Vorbild vieler weiterer derartiger  gewaltfreier Organisationen. Kurz vorher war Vivian mit Martin Luther King in Kontakt gekommen.
1961 begann Vivian, den King als Vorsitzenden des SCLC bestimmt hatte, sogenannte Freiheitsreisen in die Südstaaten, um Bürgerrechtler auf die Ausbildung zu gewaltfreiem Widerstand aufmerksam zu machen und gegen die zwischenstaatlichen Transportgesetze zu protestieren. Bösartige Angriffe ließen die Aktivisten des SCLC die Reise abbrechen. Auf einer anderen Fahrt einige Zeit später wurde Vivian in Dallas County kurzzeitig verhaftet und im berüchtigten Parchman-Gefängnis in Mississippi inhaftiert. Diese Fahrten und insbesondere die Verhaftung Vivians markierten den Beginn seiner weiteren nationalen Bewegungsarbeit.
Der Menschenrechtler und Politiker Andrew Young sagte zu dieser Zeit, Vivian sei anders gewesen als die meisten anderen schwarzen Bürgerrechtler und hätte eine andere Perspektive eingebracht: „Er war immer frei von jeglichem Ego oder dem Versuch, sich selbst zu bedienen. Er war völlig selbstlos in einer Bewegung, in der es einen Haufen großer Egos gab. […] Er fühlte sich wohl bei der Arbeit mit und in der Nähe von weißen Menschen. Er war nicht eingeschüchtert.“
Anfang Februar 1965 vertrat Vivian etwa 40 schwarze Bürger, die sich in Selma (Alabama) als Wähler registrieren lassen wollten. Das Fernsehen war anwesend, weil man Auseinandersetzungen befürchtete. Der Sheriff Jim Clark verweigerte zusammen mit einigen Adjutanten den Zugang und wurde nach einem Wortwechsel handgreiflich. Vor laufender Kamera stürzte Vivian die Treppe hinab und erlitt eine blutende Kopfwunde. Clark sagte später aus, er könne sich nicht erinnern, Vivian geschlagen zu haben, bis sein Arzt bei ihm eine Fraktur im Finger diagnostiziert habe. Diese mediale Szene gilt als ikonisch, und Historiker bezeichneten sie später als „entscheidenden Moment der Bürgerrechtsbewegung“. Der Historiker und Autor David Garrow, Träger des Pulitzer-Preises 1987 für sein Buch Bearing the Cross: Martin Luther King, Jr., and the Southern Christian Leadership Conference, beschreibt rückblickend die angespannte, wegweisende Szene vor dem Gerichtsgebäude. Andrew Young resümiert: „Es bedurfte einer Menge Mut, sich vor [Sheriff] Jim Clark aufzustellen. Doch wenn er [Vivian] sich in Selma nicht diesen Schlag eingefangen hätte, hätten wir den Voting Rights Act nicht bekommen.“
Vivian war Mitbegründer der von Schwarzen geführten Capital City Bank in Atlanta und Berater der Präsidenten Lyndon B. Johnson, Jimmy Carter, Ronald Reagan und Bill Clinton zu Bürgerrechtsfragen. 2013 erhielt er die Presidential Medal of Freedom, verliehen von Präsident Barack Obama.